# Volo TWA 553
Il volo Trans World Airlines (TWA) 553 era un Douglas DC-9-15 di linea, codice di registrazione N1063T, operato da Trans World Airlines il 9 marzo 1967 partito da Pittsburgh e diretto a Dayton. Durante la discesa verso Dayton a circa 29 miglia (25 nmi; 47 km) dall'aeroporto, il volo si scontrò a mezz'aria con un Beechcraft Baron, un piccolo aereo dell'aviazione generale, vicino a Urbana, Ohio. Morirono tutti i 25 a bordo del DC-9 e l'unico occupante del Beechcraft.

## Riepilogo
Il volo 553 è partito dall'aeroporto di Pittsburgh in rotta verso l'aeroporto municipale di Dayton. Dopo aver superato Columbus, Ohio, il volo 553 era stato autorizzato a scendere dal livello di volo (FL) 200 (circa 20.000 piedi (6.000 m) sopra il livello del mare) a 3.000 piedi (900 m). Il volo si trovava in uno spazio aereo non controllato ma sotto il controllo del radar di avvicinamento di Dayton, che consigliava ai piloti le regole del volo a vista (VFR) segnalando del traffico davanti e leggermente a destra a un miglio di distanza, circa 18 secondi prima della collisione. L'equipaggio confermò l'avviso del controllore. Mentre il DC-9 scendeva a 4.500 piedi (1.400 m) a una velocità di 323 nodi in direzione sud-ovest, il suo lato anteriore destro si scontrò con il lato sinistro di un Beechcraft Baron 55 diretto a sud, in un'area a nord-ovest di Urbana nella contea di Champaign. La collisione avvenne appena a nord-est dell'incrocio tra Melody Lane e Woodville Pike.

## La causa
Al momento dell'incidente erano in vigore le regole del volo a vista (VFR), il che significa che i piloti di entrambi i velivoli erano responsabili di "vedersi ed evitarsi" a vicenda. Inoltre, il controllore del radar dichiarò di non aver visto il Beechcraft sul suo schermo radar fino a 22 secondi prima dello schianto. I controllori testimoniarono che la zona vicino al luogo dell'incidente era quella in cui i piccoli aerei potevano essere difficili da rilevare sul radar, ma i controlli di volo nell'area si sono rivelati inconcludenti.
Il National Transportation Safety Board indagò sull'incidente e stabilì che a causa dell'elevato tasso di discesa del DC-9, i suoi piloti non erano in grado di vedere l'altro aereo in tempo per evitare una collisione. Le condizioni meteorologiche includevano nuvole sottili e ampiamente sparse, con una foschia che riduceva la visibilità a 10-11 km (da sei a sette miglia), il doppio della visibilità di 5 km (tre miglia) richiesta per il volo VFR.

## Conseguenze
Emanato nel 1961 sulla scia della collisione aerea di New York del 1960, il FAR Parte 91.85 imponeva limiti di velocità inferiori a 10.000 piedi (3.000 m) entro 30 miglia nautiche da un aeroporto di destinazione. Dopo l'incidente che coinvolse il volo 553, a tutte le aree al di sotto dei 10.000 piedi è stato vietato superare i 250 nodi (290 mph; 460 km/h) IAS. L'incidente ha influenzato anche la decisione della Federal Aviation Administration di creare delle aree di controllo dei terminal o TCA (ora chiamate spazio aereo di classe B) attorno agli aeroporti più trafficati del paese. Lo spazio aereo intorno a Dayton non è diventato un TCA, subendo solo piccole modifiche fino a quando non è stato riclassificato come spazio aereo di classe C alla fine degli anni' 80.